# WTA Challenger de Florença
O WTA Challenger de Florença – ou Firenze Ladies Open, na última edição – foi um torneio de tênis profissional feminino, de nível WTA 125.
Realizado em Florença, no centro-norte da Itália, estreou em 2023 e durou uma edição. Os jogos eram disputados em quadras de saibro durante o mês de maio. Nesse período, teve início enquanto o WTA de Roma chegava à metade, facilitando a logística de jogadoras já eliminadas no torneio maior, mantendo-se no país para um novo compromisso na semana seguinte, caso fosse a vontade delas. Foi o caso de Eugenie Bouchard, eliminada no qualificatório do evento da capital e alcançando, a seguir, as quartas de finais do challenger.
Não retornou para a temporada seguinte.

## Finais

### Simples
| Ano  | Campeã          | Vice-campeã     | Resultado |
| ---- | --------------- | --------------- | --------- |
| 2023 | Jasmine Paolini | Taylor Townsend | 6–3, 7–5  |

### Duplas
| Ano  | Campeãs                   | Vice-campeãs                 | Resultado        |
| ---- | ------------------------- | ---------------------------- | ---------------- |
| 2023 | Vivian Heisen Ingrid Neel | Asia Muhammad Giuliana Olmos | 1–6, 6–2, [10–8] |